# Kabinett Drees II

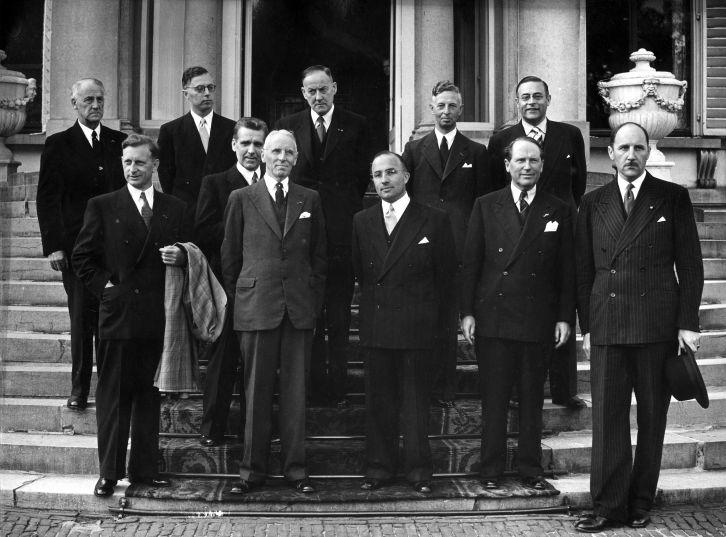
Die Minister des Kabinetts bei Amtsantritt, vor Palais Soestdijk.

Das Zweite Kabinett Drees war vom 2. September 1952 bis zum 13. Oktober 1956 die Regierung der Niederlande.
Es war eine Koalition aus der sozialdemokratischen PvdA und den christdemokratischen Parteien KVP, ARP und CHU. Die Koalition entstand nach den Parlamentswahlen in den Niederlanden am 25. Juni 1952. Die PvdA hatte 30 (von insgesamt 100) Sitzen in der Tweede Kamer, die KVP 30, die ARP 12 und die CHU 9.

## Zusammensetzung

### Minister
| Geschäftsbereich/Amt                                                                             | Minister                                       | Partei    |
| ------------------------------------------------------------------------------------------------ | ---------------------------------------------- | --------- |
| allgemeine Angelegenheiten Ministerpräsident                                                     | Willem Drees                                   | PvdA      |
| Inneres stellvertretender Ministerpräsident                                                      | Louis Beel bis 7. Juli 1956                    | KVP       |
| Inneres                                                                                          | Julius Christiaan van Oven ab 7. Juli 1956     | PvdA      |
| Äußeres                                                                                          | Johan Willem Beijen                            | parteilos |
| Justiz                                                                                           | Leendert Antonie Donker bis 4. Februar 1956    | PvdA      |
| Justiz                                                                                           | Louis Beel 4. bis 15. Februar 1956             | KVP       |
| Justiz                                                                                           | Julius Christiaan van Oven ab 15. Februar 1956 | PvdA      |
| Bildung, Kunst und Wissenschaft                                                                  | Jo Cals                                        | KVP       |
| Finanzen                                                                                         | Johan van de Kieft                             | PvdA      |
| Krieg Marine                                                                                     | Kees Staf                                      | CHU       |
| Wiederaufbau und Wohnungswesen                                                                   | Herman Witte                                   | KVP       |
| Verkehr und Wasserwirtschaft                                                                     | Jacob Algera                                   | ARP       |
| Wirtschaft                                                                                       | Jelle Zijlstra                                 | ARP       |
| Landwirtschaft, Fischerei und Lebensmittelversorgung                                             | Sicco Mansholt                                 | PvdA      |
| Soziales und Gesundheit                                                                          | Ko Suurhoff                                    | PvdA      |
| Sozialfürsorge                                                                                   | Louis Beel bis 9. September 1952               | KVP       |
| Sozialfürsorge                                                                                   | Frans-Jozef van Thiel ab 9. September 1952     | KVP       |
| Unionsangelegenheiten und überseeische Reichsteile/ Überseeische Reichsteile (ab 1. Januar 1953) | Willem Jan Arend Kernkamp bis 18. Juli 1956    | CHU       |
| Unionsangelegenheiten und überseeische Reichsteile/ Überseeische Reichsteile (ab 1. Januar 1953) | Kees Staf ab 18. Juli 1956                     | CHU       |
| Minister ohne Geschäftsbereich                                                                   | Joseph Luns                                    | KVP       |
| Minister ohne Geschäftsbereich beauftragt mit öffentlich-rechtlicher Betriebsorganisation        | Adrianus Cornelis de Bruijn                    | KVP       |

### Staatssekretäre
| Geschäftsbereich                | Staatssekretär                                  | Partei |
| ------------------------------- | ----------------------------------------------- | ------ |
| Bildung, Kunst und Wissenschaft | Anna de Waal ab 1. Februar 1953                 | KVP    |
| Finanzen                        | Willem Hendrik van den Berge ab 1. Februar 1953 | PvdA   |
| Krieg                           | Ferdinand Jan Kranenburg                        | PvdA   |
| Marine                          | Harry Moorman                                   | KVP    |
| Wirtschaft                      | Gerard Veldkamp ab 8. Oktober 1952              | KVP    |
| Soziales und Gesundheit         | Aat van Rhijn                                   | PvdA   |
| Soziales und Gesundheit         | Pieter Muntendam bis 1. Oktober 1953            | PvdA   |